# Mutagénèse
La mutagénèse, ou mutagenèse, est le processus d'apparition d'une mutation. Il peut être naturel ou artificiel (par exposition de l'ADN à un « agent mutagène »). Dans la nature, ce processus peut être à l'origine du cancer, de maladies héréditaires ou d'innovations évolutives, et est le principal responsable de la biodiversité des espèces. Charlotte Auerbach, J. M. Robson et Hermann Joseph Muller contribuent à la découverte et au développement de la mutagénèse comme génie génétique.
La mutagénèse dirigée est aussi une approche utilisée par le génie génétique et la biologie pour comprendre la fonction des gènes ; elle consiste en l'introduction volontaire de mutations par l'action d'agents mutagènes chimiques ou physiques dans une séquence ADN afin de déduire des informations sur le rôle des gènes, à partir de l'analyse des effets de ces mutations. La modification in vitro de la séquence en acides aminés d'une protéine permet d'évaluer l'importance de ces acides aminés dans la fonction de la protéine. Le but est donc de muter le gène et de produire la protéine. Cette technique est aussi utilisée en production de variétés nouvelles.

## Détection des mutations
Une mutation était autrefois détectée par des anomalies congénitales reproductibles (si elle n'affectent pas le système de reproduction, ou par des changements de certaines fonctions de l'organisme, génétiquement plus ou moins transmissible aux générations suivantes (caractère récessif ou non). Depuis les années 1970, des tests simplifiés ou plus précis permettent de détecter les produits mutagènes et certains de leurs effets (exemple : tests des micronoyaux)).

## Principe de la mutagenèse dirigée
L'observation des mutants est une des méthodologies de bases de la génétique. Cependant, la fréquence d'apparition de mutants dans une population d'organismes est relativement basse, la probabilité d'obtenir de manière naturelle un mutant pour une fonction ou un processus biologique particulier est donc particulièrement faible. Pour augmenter cette probabilité, les organismes sont traités par un agent mutagène, puis les mutants obtenus sont sélectionnés en fonction d'un crible
Deux méthodes sont possibles, la mutagénèse aléatoire et la mutagénèse dirigée. La première consiste à utiliser un agent mutagène, qui induira de manière aléatoire des mutations dans le génome de l'organisme étudié. L'endroit et la nature des mutations ne sont pas prévisibles et ne peuvent pas être contrôlés. La seconde utilisera des méthodes de biologie moléculaire pour induire une mutation précise dans le gène ciblé.

## Les différentes méthodes[9]
Les mutagènes induisent l'apparition de mutations par 3 mécanismes différents au moins. Ils peuvent remplacer, modifier ou endommager des parties de la séquence d'ADN.

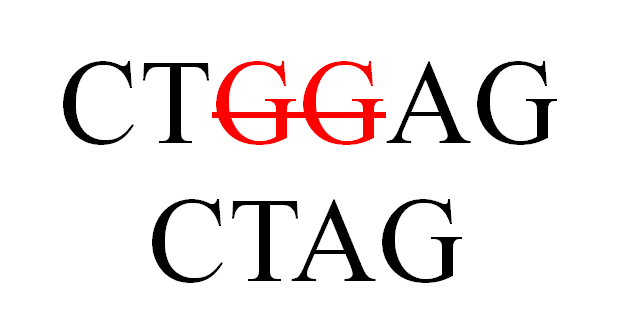
- Délétion : disparition d'une ou plusieurs bases

Lors de la délétion, une partie du séquence d'ADN est perdue ou supprimée. Lorsque le nombre de bases ajoutées ou supprimées n'est pas multiple de 3, un changement du cadre de lecture de la séquence d'ADN est provoqué. 

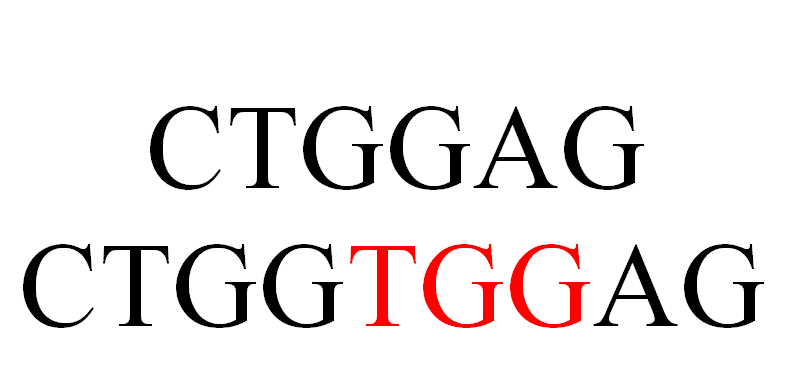
- Insertion : ajout d'une ou plusieurs bases

### Remplacement de bases
- incorporation d'analogues de bases :

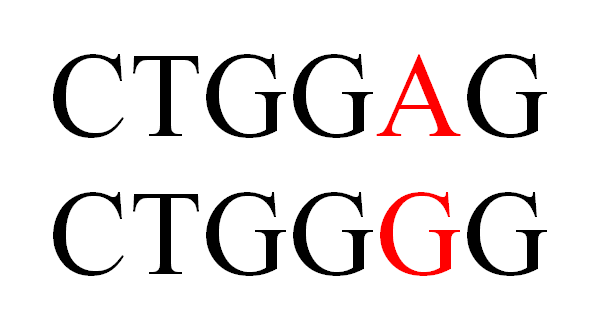
- Substitution : remplacement d'une base par une autre

Certains composés chimiques ressemblent suffisamment aux bases azotées pour être incorporés à leurs places dans l'ADN. Ce sont des analogues de bases qui pourront se lier à n'importe quelle base du brin complémentaire contrairement à la règle d'appariement des bases dans l'ADN. Ils peuvent donc provoquer l'insertion face à eux de nucléotides incorrects.
Par exemple, le 5-bromouracile (ou 5-BU) est un analogue de la thymine et le 2-aminopurine (ou 2-AP) est un analogue de l'adénine.

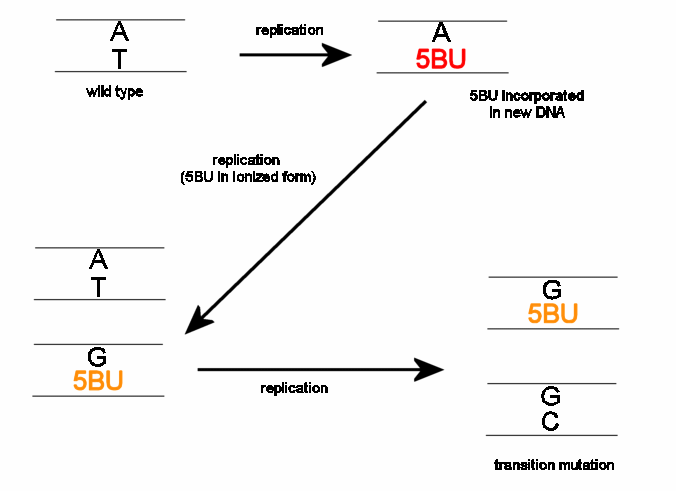
Mutagénèse avec le 5-BU

### Modification de la séquence d'ADN
- mésappariement spécifique :

Certains mutagènes modifient une base pour qu'elle ne suive plus le principe d'appariement (A-T, G-C).
Parmi ces mutagènes, on trouve des agents alkylants qui ajoutent des groupements alkyles sur les bases. D'autres agents chimiques peuvent provoquer la désamination (enlève un -NH2) des bases.
- agents intercalants : Ce sont des molécules capables de se glisser entre les bases azotées. Elles peuvent provoquer une inhibition du procédé de réplication de l'ADN. On trouve par exemple la proflavine et l'acridine orange.

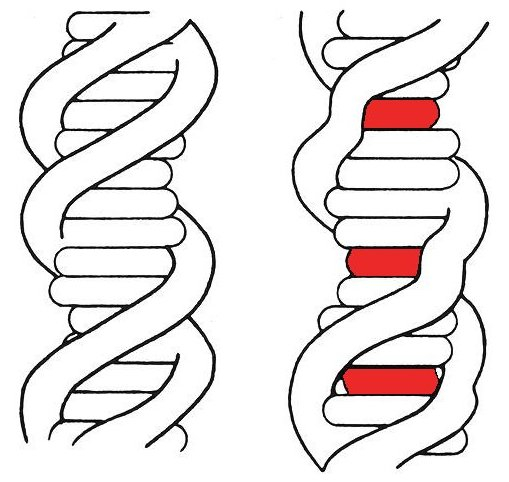
gauche:structure normale, droite:intercalation (rouge)

- PCR (Réaction en chaîne par polymérase) : On utilise une amorce mutée qui permet de provoquer, à une position précise, la mutation voulue. Le gène ainsi modifié sera ensuite cloné un grand nombre de fois grâce à la réplication de l'ADN[10].

- par « cassettes » : On synthétise chimiquement des oligonucléotides complémentaires de façon à obtenir une petite séquence ADN double-brin appelée cassette, qui contient la mutation souhaitée. Cette cassette est ensuite insérée dans le gène cible[11].

### Endommagement
Il existe un grand nombre de mutagènes qui endommagent une ou plusieurs bases, il n'y a alors plus d'appariement spécifique et cela entraîne un blocage de la réplication.
- lumière ultraviolette : Elle implique différentes lésions dans l'ADN. Certaines relient deux pyrimidines adjacentes sur le même brin.

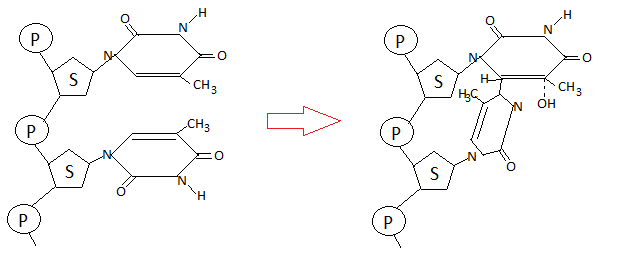
mutation après exposition aux rayons UV

- radiations ionisantes : Elles forment des molécules excitées et ionisées qui peuvent endommager l'ADN, soit indirectement par l'intermédiaire d'espèces d'oxygène actif (OH, O2−, H2O2), soit directement en provoquant la rupture de la liaison entre le sucre et la base (liaison N-glycosidique).

- agent chimique mutagène : Par exemple, l'EMS (Méthanesulfonate d'éthyle) est souvent utilisé (en 2012) pour modifier la séquence génétique[12] de la plante à muter.

## Statut et réglementation
Les techniques récentes de biologie moléculaire permettent dans une certaine mesure de s'affranchir d'une part du caractère aléatoire des mutations induites par des agents mutagènes, et d'autre part de la valeur adaptative de la mutation. 
Un nombre croissant d'animaux de laboratoire modifiés par « mutagenèse dirigée » apparaissent, par exemple dans le cadre de l'utilisation du modèle murin, de même pour les plantes et microbes nouvellement créé ou modifiés, dont certains sont destinés à être commercialisés et utilisés à échelle industrielle. 
Concernant les plantes, il existe une base mondiale des variétés végétales obtenues par mutagénèse (gérée conjointement par la FAO et par l'AIEA). Cette base mondiale dénombre en 2016 plus 3 200 variétés obtenues de cette manière. Par exemple, l'ensemble des variétés de tournesols riches en acide oléique (oméga-9) inscrites en France a été obtenu par cette méthode.

### En Europe
Le droit européen, et de la plupart des États encadrent la dissémination volontaire d'organismes génétiquement modifiés dans l’environnement. À ce titre, la législation européenne liste la mutagénèse parmi les techniques « qui ont été traditionnellement utilisées pour diverses applications et dont la sécurité est avérée depuis longtemps ».
Dans l'Union européenne, seule la République tchèque considère, à ce jour, que les plantes obtenues par mutagénèse sont des OGM, tandis l’Allemagne, le Royaume-Uni, la Suède, la Finlande et les Pays-Bas estiment que les plantes obtenues par mutagénèse ne le sont pas.

### En France
En France, les plantes issues de mutagénèse ne sont actuellement pas soumises à la réglementation sur les OGM en raison de l'article D531-2 du Code de l'Environnement. C'est notamment le cas d'organismes créés par « mutagénèse dirigée par oligonucléotide (ODM), ou la mutagénèse par nucléase dirigée (SDN1), qui utilise différents types de protéines (nucléase à doigt de zinc, TALEN, CRISPR-Cas9, etc.) », ils sont donc exemptés des mesures de précaution, d’évaluation des incidences environnementales et de traçabilité prévus par la directive.
Cette exclusion est contestée par neuf associations. Après avoir demandé sans obtenir de réponse au Premier ministre d'abroger cet article, elles ont saisi le Conseil d'État à ce sujet. Ce dernier estime que « le litige qui lui est soumis pose plusieurs questions sérieuses d’interprétation du droit européen ». Il a donc interrogé la Cour de justice de l'Union européenne sur le statut réglementaire des plantes obtenues par mutagénèse. Le 25 juillet 2018, la Cour de justice de l’Union européenne a décidé que « les organismes obtenus par mutagenèse seront étiquetés OGM » mais la Cour constate cependant qu’il ressort de la directive sur les OGM que celle-ci ne s’applique pas aux organismes obtenus au moyen de certaines techniques de mutagenèse, à savoir celles qui ont été traditionnellement utilisées pour diverses applications et dont la sécurité est avérée depuis longtemps. » La Cour de justice met donc fin aux nouvelles techniques de mutagenèse in vitro (en éprouvette) mais les techniques anciennes de mutagenèse aléatoire in vivo (dans des jardins atomiques[réf. nécessaire]) échappent à l’étiquetage OGM.